# 迪米特里奥斯·斯沃斯
迪米特里奥斯·斯沃斯（希臘語：Δημήτρης Σιόβας；1988年9月16日—），是一位希臘足球運動員，場上司职中後衛，并代表希腊參加国际比賽。